# Mistrovství Evropy juniorů v ledním hokeji
Mistrovství Evropy juniorů byla soutěž juniorských reprezentačních mužstev evropských členských zemí IIHF.
Na jejím vzniku se významně podílel zástupce čs. ledního hokeje v IIHF Miroslav Šubrt. Původně se soutěže mohli zúčastňovat hráči do 19 let, po vzniku mistrovství světa juniorů do 20 let byla věková hranice snížena na 18 let (od 1977). V roce 1999 byla soutěž nahrazena mistrovstvím světa juniorů do 18 let.

## Přehled pořadatelských měst a medailistů
| Rok     | Zlato          | Stříbro        | Bronz          | Místo                                                         |
| ------- | -------------- | -------------- | -------------- | ------------------------------------------------------------- |
| ME 1968 | Československo | SSSR           | Švédsko        | Tampere (Finsko)                                              |
| ME 1969 | SSSR           | Švédsko        | Československo | Garmisch-Partenkirchen, Füssen, Bad Tölz (Německo)            |
| ME 1970 | SSSR           | Československo | Švédsko        | Ženeva (Švýcarsko)                                            |
| ME 1971 | SSSR           | Švédsko        | Československo | Prešov (Československo)                                       |
| ME 1972 | Švédsko        | SSSR           | Československo | Boden, Luleå, Skellefteå (Švédsko)                            |
| ME 1973 | SSSR           | Švédsko        | Československo | Leningrad (SSSR)                                              |
| ME 1974 | Švédsko        | SSSR           | Finsko         | Herisau (Švýcarsko)                                           |
| ME 1975 | SSSR           | Československo | Švédsko        | Grenoble, Gap (Francie)                                       |
| ME 1976 | SSSR           | Švédsko        | Finsko         | Opava, Kopřivnice (Československo)                            |
| ME 1977 | Švédsko        | Československo | SSSR           | Bremerhaven (Německo)                                         |
| ME 1978 | Finsko         | SSSR           | Švédsko        | Helsinky, Vantaa (Finsko)                                     |
| ME 1979 | Československo | Finsko         | SSSR           | Katovice, Tychy (Polsko)                                      |
| ME 1980 | SSSR           | Československo | Švédsko        | Hradec Králové, Pardubice (Československo)                    |
| ME 1981 | SSSR           | Československo | Švédsko        | Minsk (SSSR)                                                  |
| ME 1982 | Švédsko        | Československo | SSSR           | Tyringe, Ängelholm (Švédsko)                                  |
| ME 1983 | SSSR           | Finsko         | Československo | Oslo, Sarpsborg, Fredrikstad (Norsko)                         |
| ME 1984 | SSSR           | Československo | Švédsko        | Rosenheim, Garmisch-Partenkirchen, Bad Tölz, Füssen (Německo) |
| ME 1985 | Švédsko        | SSSR           | Československo | Anglet (Francie)                                              |
| ME 1986 | Finsko         | Švédsko        | Československo | Düsseldorf, Krefeld, Ratingen (Německo)                       |
| ME 1987 | Švédsko        | Československo | SSSR           | Tampere, Kouvola, Hämeenlinna (Finsko)                        |
| ME 1988 | Československo | Finsko         | SSSR           | Olomouc, Přerov, Vsetín, Frýdek-Místek (Československo)       |
| ME 1989 | SSSR           | Československo | Finsko         | Kyjev (SSSR)                                                  |
| ME 1990 | Švédsko        | SSSR           | Československo | Sollefteå, Örnsköldsvik, Husum (Švédsko)                      |
| ME 1991 | Československo | SSSR           | Finsko         | Prešov, Spišská Nová Ves (Československo)                     |
| ME 1992 | ČSFR           | Švédsko        | Rusko          | Lillehammer, Hamar (Norsko)                                   |
| ME 1993 | Švédsko        | Rusko          | Česko          | Osvětim, Nowy Targ (Polsko)                                   |
| ME 1994 | Švédsko        | Rusko          | Česko          | Jyväskylä (Finsko)                                            |
| ME 1995 | Finsko         | Německo        | Švédsko        | Berlín (Německo)                                              |
| ME 1996 | Rusko          | Finsko         | Švédsko        | Ufa (Rusko)                                                   |
| ME 1997 | Finsko         | Švédsko        | Švýcarsko      | Znojmo, Třebíč (Česko)                                        |
| ME 1998 | Švédsko        | Finsko         | Rusko          | Mora, Malung (Švédsko)                                        |

## Medailový stav podle zemí 1968 - 1998
| № | Země                   | Zlato | Stříbro | Bronz | Celkem |
| 1 | SSSR / Rusko           | 12    | 9       | 7     | 28     |
|   | z toho SSSR            | 11    | 7       | 5     | 23     |
|   | z toho Rusko           | 1     | 2       | 2     | 5      |
| 2 | Švédsko                | 10    | 7       | 9     | 26     |
| 3 | Československo / Česko | 5     | 9       | 10    | 24     |
|   | z toho Československo  | 5     | 9       | 8     | 22     |
|   | z toho Česko           | 0     | 0       | 2     | 2      |
| 4 | Finsko                 | 4     | 5       | 4     | 13     |
| 5 | Německo                | 0     | 1       | 0     | 1      |
| 6 | Švýcarsko              | 0     | 0       | 1     | 1      |

## Účast jednotlivých zemí

### 1968 - 1986
| Země            | 1968 | 1969 | 1970 | 1971 | 1972 | 1973 | 1974 | 1975 | 1976 | 1977 | 1978 | 1979 | 1980 | 1981 | 1982 | 1983 | 1984 | 1985 | 1986 |
| --------------- | ---- | ---- | ---- | ---- | ---- | ---- | ---- | ---- | ---- | ---- | ---- | ---- | ---- | ---- | ---- | ---- | ---- | ---- | ---- |
| ČSSR            | 1    | 3    | 2    | 3    | 3    | 3    | 4    | 2    | 4    | 2    | 4    | 1    | 2    | 2    | 2    | 3    | 2    | 3    | 3    |
| Finsko          | 4    | 4    | 4    | 4    | 4    | 4    | 3    | 4    | 3    | 4    | 1    | 2    | 4    | 4    | 4    | 2    | 4    | 5    | 1    |
| Francie         | –    | –    | –    | –    | –    | –    | –    | –    | –    | –    | –    | –    | –    | –    | 7    | 6    | 7    | 8    | -    |
| Itálie          | –    | –    | –    | –    | –    | –    | –    | –    | –    | –    | –    | 8    | –    | –    | –    | –    | –    | –    | –    |
| Německo         | 6    | 5    | 5    | 5    | 5    | 6    | –    | 6    | 5    | 6    | 7    | 7    | 5    | 7    | 6    | 5    | 5    | 6    | 5    |
| Nizozemsko      | –    | –    | –    | –    | –    | –    | –    | –    | –    | –    | –    | –    | –    | –    | –    | –    | 8    | –    | –    |
| Norsko          | –    | –    | –    | 6    | 6    | –    | –    | –    | –    | –    | 8    | –    | 8    | –    | –    | 8    | –    | 4    | 7    |
| Polsko          | 5    | 6    | –    | –    | –    | –    | 5    | 5    | 6    | 7    | 5    | 5    | 6    | 6    | –    | –    | –    | –    | -    |
| Rakousko        | –    | –    | –    | –    | –    | –    | –    | –    | –    | –    | –    | –    | –    | 8    | –    | –    | –    | –    | –    |
| Rumunsko        | –    | –    | –    | –    | –    | –    | –    | –    | –    | –    | –    | –    | –    | –    | –    | –    | –    | –    | 8    |
| SSSR            | 2    | 1    | 1    | 1    | 2    | 1    | 2    | 1    | 1    | 3    | 2    | 3    | 1    | 1    | 3    | 1    | 1    | 2    | 4    |
| Švédsko         | 3    | 2    | 3    | 2    | 1    | 2    | 1    | 3    | 2    | 1    | 3    | 4    | 3    | 3    | 1    | 4    | 3    | 1    | 2    |
| Švýcarsko       | –    | –    | 6    | –    | –    | 5    | 6    | –    | 7    | 5    | 6    | 6    | 7    | 5    | 5    | 7    | 6    | 7    | 6    |
| Země            | 1968 | 1969 | 1970 | 1971 | 1972 | 1973 | 1974 | 1975 | 1976 | 1977 | 1978 | 1979 | 1980 | 1981 | 1982 | 1983 | 1984 | 1985 | 1986 |
|                 |      |      |      |      |      |      |      |      |      |      |      |      |      |      |      |      |      |      |      |
| Počet účastníků | 6    | 6    | 6    | 6    | 6    | 6    | 6    | 6    | 7    | 7    | 8    | 8    | 8    | 8    | 7    | 8    | 8    | 8    | 8    |

### 1987 - 1998
| Země            | 1987 | 1988 | 1989 | 1990 | 1991 | 1992 | 1993 | 1994 | 1995 | 1996 | 1997 | 1998 |
| --------------- | ---- | ---- | ---- | ---- | ---- | ---- | ---- | ---- | ---- | ---- | ---- | ---- |
| Bělorusko       | –    | –    | –    | –    | –    | –    | –    | –    | –    | 8    | –    | –    |
| Česko           |      |      |      |      |      |      | 3    | 3    | 5    | 5    | 5    | 4    |
| ČSSR            | 2    | 1    | 2    | 3    | 1    | 1    |      |      |      |      |      |      |
| Finsko          | 4    | 2    | 3    | 4    | 3    | 4    | 4    | 4    | 1    | 2    | 1    | 2    |
| Itálie          | –    | –    | –    | –    | –    | –    | 8    | –    | –    | –    | –    | –    |
| Francie         | –    | –    | –    | –    | 8    | –    | –    | –    | –    | –    | –    | –    |
| Německo         | 8    | –    | 5    | 7    | 5    | 5    | 6    | 6    | 2    | 6    | 8    | -    |
| Norsko          | 7    | 5    | 7    | 5    | 6    | 7    | 5    | 7    | 8    | –    | –    | 7    |
| Polsko          | 6    | 8    | –    | 6    | 7    | 6    | 7    | 8    | –    | –    | –    | -    |
| Rumunsko        | –    | –    | 8    | –    | –    | –    | –    | –    | –    | –    | –    | –    |
| Rusko           |      |      |      |      |      | 3    | 2    | 2    | 4    | 1    | 4    | 3    |
| SSSR            | 3    | 3    | 1    | 2    | 2    |      |      |      |      |      |      |      |
| Slovensko       |      |      |      |      |      |      | –    | –    | –    | 7    | 6    | 6    |
| Švédsko         | 1    | 4    | 4    | 1    | 4    | 2    | 1    | 1    | 3    | 3    | 2    | 1    |
| Švýcarsko       | 5    | 6    | 6    | 8    | –    | 8    | –    | 5    | 6    | 4    | 3    | 5    |
| Ukrajina        | –    | –    | –    | –    | –    | –    | –    | –    | –    | –    | –    | 8    |
| Země            | 1987 | 1988 | 1989 | 1990 | 1991 | 1992 | 1993 | 1994 | 1995 | 1996 | 1997 | 1998 |
|                 |      |      |      |      |      |      |      |      |      |      |      |      |
| Počet účastníků | 8    | 8    | 8    | 8    | 8    | 8    | 8    | 8    | 8    | 8    | 8    | 8    |